# Gegant taronja
Una gegant taronja o gegant de tipus K és una estrella gegant de tipus espectral K i classe de lluminositat III. Mentre que les nanes taronges (estrelles de la seqüència principal de tipus K) tenen temperatures superficials entre 3.900 i 5.200 kèlvins (K), les gegants taronges són entre 100 i 400 K més fredes. Típicament tenen una lluminositat entre 60 i 300 vegades la lluminositat solar. Les estrelles de massa entre 0,8 i 10 masses solars en un moment de la seva evolució es transformen en estrelles gegants que pasen la major part d'aquesta etapa en el tipus espectral K; durant aquesta instància, en els seus nuclis tenen lloc la fusió nuclear de l'heli en carboni i oxigen.
Arcturus (α Bootis), amb magnitud aparent -0,04, és la gegant taronja més brillant al firmament. Un nombre important de les estrelles visibles al cel nocturn són gegants taronges; com a exemple, les tres estrelles més brillants de la constel·lació d'Antlia (α Antliae, ε Antliae i ι Antliae), són gegants d'aquest tipus. De les 34 gegants confirmades a menys de 100 anys llum del sistema solar, 18 són gegants taronges, el que suposa més de la meitat del total.
Des de 2002 se sap que diverses gegants taronges alberguen sistemes planetaris. Edasich (ι Draconis) fou la primera estrella d'aquesta classe on es va descobrir un planeta extrasolar, Iota Draconis b. Altres exemples notables són Pòl·lux (β Geminorum), 4 Ursae Majoris, 11 Ursae Minoris, 14 Andromedae i 42 Draconis.

## Gegants taronges més properes a la Terra
En la següent taula figuren les dotze gegants taronges más properes a la Terra.
| Nom               | Denominació de Bayer | Tipus espectral | Distància (anys llum) | Radi (RSol) |
| ----------------- | -------------------- | --------------- | --------------------- | ----------- |
| Pòl·lux           | β Geminorum          | K0 IIIb         | 33,7                  | 10          |
| Arcturus          | α Bootis             | K1.5 IIIpe      | 36,7                  | 25          |
| Menkent           | θ Centauri           | K0 IIIb         | 60,9                  | 11          |
| Ni2 Canis Majoris | ν² Canis Majoris     | K1 III*         | 64,7                  | 6           |
| Aldebaran A       | α Tauri A            | K5 III          | 65,1                  | 44          |
| Wei A             | ε Scorpii A          | K2.5 IIIb       | 65,4                  | 15          |
| Hamal             | α Arietis            | K1-2 III        | 65,9                  | 15          |
| Ni Octantis A     | ν Octantis A         | K0 IIIb         | 69,1                  | 6,3         |
| Unukalhai A       | α Serpentis A        | K2 IIIb         | 73,2                  | 15          |
| Kaus Borealis     | λ Sagittarii         | K0-2 IIIb       | 77,3                  | 11          |
| Ankaa A           | α Phoenicis A        | K0 IIIb         | 77,4                  | 11          |
| Cebalrai          | β Ophiuchi           | K2 III          | 82,0                  | 12,5        |

- A la base de dades SIMBAD, Ni2 Canis Majoris apareix classificada com a subgegant.

Font: Giant and subgiant stars within 100 ly. Solstation